# 板倉重郷
板倉 重郷（いたくら しげさと）は、下総関宿藩の第2代藩主。板倉家宗家3代。

## 生涯
元和5年（1619年）、京都所司代である初代藩主・板倉重宗の長男として生まれる。寛永5年（1628年）に父と親しい安楽庵策伝の話を父と共に聞いたことが策伝から献呈された『醒睡笑』に記されている。寛永13年（1636年）11月に3代将軍徳川家光に拝謁、12月29日に従五位下・長門守に叙位・任官し、寛永14年（1637年）に阿波守に遷任する。
慶安元年（1648年）に京都所司代を務める父が病に倒れたため、その看病と補佐のために京都に上る。明暦2年（1656年）8月18日に父と共に関宿へ出向いたが、12月に父が死去したため、翌明暦3年（1657年）3月23日に家督を継ぐ。明暦4年（1658年）4月4日に奏者番に任じられ、7月4日に寺社奉行を兼任する形で任命された。寛文元年（1661年）11月26日に全ての職を辞職し、12月13日には弟の重形に摂津島下郡内5000石と新田4000石を分与したため、板倉氏は4万5000石の大名となる。それから4日後の12月17日に死去した。享年43。跡を長男の重常が継いだ。

## 系譜

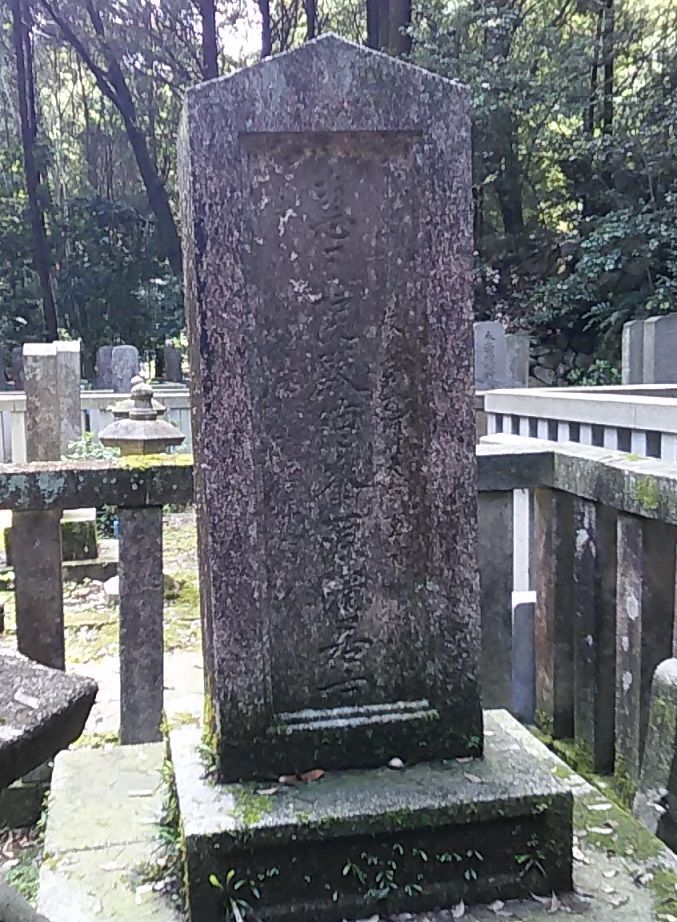
板倉重郷の墓(西尾市長圓寺)

- 板倉重郷の墓(西尾市長圓寺)正室：酒井忠吉の娘
  - 長女：亀 - 池田綱政婚約者
  - 長男：重常
  - 次女：隼
- 側室：某氏
  - 次男：三十郎
- 養子
  - 松平典信娘 - 内藤忠次室のち中山信行室